# Bajai Ernő
Bajai Ernő (Baja, 1921. január 11. – Budapest, 1993. október 15.) magyar újságíró, rejtvényszerkesztő, a magyar keresztrejtvény-szabályzat kidolgozója.

## Életpályája
1938-tól 1957-ig különböző iparvállalatoknál dolgozott, majd 1957 és 1985 között a Füles rejtvényrovatának vezetője. Bednay Józseffel együtt ő dolgozta ki a magyar keresztrejtvény-szabályzatot. Bajai Ernő indította útjára Magyarországon a rejtvény-mozgalmat, s szakmai irányítója is volt.
Fia Bajai Ernő István újságíró, rejtvényszerkesztő.

## Címei, kitüntetései
- a Rejtvénykészítők Nemzetközi Aranytoll Díja